# Bradley Walsh
Bradley Walsh (Watford, 4 giugno 1960) è un attore, comico, conduttore televisivo ed ex calciatore britannico, salito alla ribalta a metà degli anni '90 come conduttore della Lotteria Nazionale del Regno Unito. Attualmente è conosciuto principalmente per essere il conduttore del quiz televisivo The Chase, sulla rete ITV e per il ruolo di Graham O'Brien, compagno d'avventura del Dottore nella serie televisiva fantascientifica Doctor Who.

## Biografia
L'attore è cresciuto a Leavesden, area industriale vicino a Watford, nell'Hertfordshire. Ha frequentato la Francis Combe Academy di Garston, dove mostrò particolare interesse nelle materie sportive e mediatiche. È stato membro della squadra di calcio dell'accademia, segnando 64 gol in totale nei campionati scolastici.

## Carriera calcistica
Alla fine degli anni settanta, all'età di 18 anni, Walsh divenne calciatore professionista per il Brentford FC, sebbene non abbia mai giocato come titolare. A causa di diversi infortuni alla caviglia, la sua carriera nella squadra si concluse già agli inizi degli anni ottanta, nonostante i successi avuti in prestito alla squadra del Dunstable Town FC (con la quale segnò 15 gol in 25 presenze in campionato). Durante gli anni con il Brentford, Walsh andò in prestito anche al Barnet FC, con il quale fece cinque presenze in campionato.

## Carriera televisiva
Alla fine della carriera sportiva, Walsh fece diversi lavori occasionali, tra cui la guardia di sicurezza per il resort Pontins a Morecombe. Salì alla ribalta in televisione nel 1994, quando fu uno dei conduttori della Lotteria Nazionale, trasmessa regolarmente su BBC One tutti i sabati e mercoledì sera. Dopo aver ottenuto il favore del pubblico, il conduttore passò alla rete ITV per presentare il quiz televisivo Midas Touch. Nel 1997 gli fu proposto di presentare l'adattamento britannico del popolare quiz statunitense Wheel of Fortune (La ruota della fortuna).
L'esperienza con Wheel of Fortune durò per Walsh solo un anno, poiché egli decise di iniziare una carriera nella recitazione. La sua prima apparizione come attore è stato un ruolo minore nella serie televisiva di Channel 4 Lock, Stock.... Per la stessa rete recitò in un film TV del 2001, Mike Bassett: England Manager.
Nel 2002 ritornò su ITV con un ruolo regolare nella breve soap opera Night and Day, per un totale di 52 episodi. Nel 2003 interpretò un ruolo minore nel secondo episodio dello spin-off di Metropolitan Police, M.I.T.: Murder Investigation Team. L'anno successivo iniziò ad apparire in una delle fiction più apprezzate del Regno Unito, Coronation Street.
Il 31 maggio 2004 fu messa in onda la prima puntata di Coronation Street in cui compare Walsh, interpretando il capo di fabbrica Danny Baldwin. Il nome del suo personaggio avrebbe dovuto essere Vic, tuttavia egli stesso chiese di cambiare il nome in Danny in onore di suo padre. A maggio del 2006, per la sua interpretazione del ruolo, ricevette il premio come "Miglior Esibizione Drammatica" ai British Soap Awards. A dicembre dello stesso anno il suo personaggio fu estromesso dalla soap. Durante il periodo in Coronation Street, apparve anche nel ruolo di Burglar Bill al Children's Party at the Palace del 2006.
Nel 2007 Walsh partecipò al torneo di golf Northern Rock's All Star Golf Tournament, trasmesso su ITV, nel quale vinse la sua squadra, il Team Europe. L'attore, infatti, dichiarò di aver giocato a golf sin dall'età di 20 anni. Il 9 settembre dello stesso anno condusse l'evento di ITV 50 Greatest Stars Polls, nel quale il pubblico avrebbe dovuto votare in sondaggi sulle celebrità. A ottobre 2007 l'attore apparve in un dramma televisivo in tre parti, intitolato Torn. Il 29 dicembre 2007 Walsh condusse l'evento No. 1 Soap Fan, sempre su ITV.
Ad agosto del 2008, l'attore apparve nel talent show di BBC Two Maestro. Nello stesso mese condusse My Little Soldier su ITV, un gioco televisivo in cui i giovani partecipanti avrebbero dovuto fare cose "da grandi". Tra novembre e dicembre 2008 ha condotto un altro gioco sulla stessa rete, Spin Star. Sempre durante il 2008, l'attore è apparso in due episodi dello spin-off di Doctor Who Le avventure di Sarah Jane, nel ruolo di un'entità con tre ego distinti: un sinistro clown dall'accento americano chiamato Odd Bob, un losco presentatore di circo europeo con il nome Elijah Spellman e l'impopolare pifferaio di Hamelin.
A gennaio del 2009, insieme al figlio Barney, partecipò alla serie televisiva di Channel 5 Dangerous Adventures for Boys, basata sui romanzi best seller di Conn e Hal Iggulden, The Dangerous Book for Boys. Nello stesso anno, Walsh iniziò ad interpretare il ruolo del sergente Ronnie Brooks in Law & Order: UK, trasmesso in patria sul canale ITV e in Italia sul canale Giallo del digitale terrestre. L'attore ha recitato in un totale di 45 episodi della serie. A giugno del 2009 divenne conduttore del quiz show di ITV The Chase, mentre tra il 2010 e il 2011 ha condotto il programma del sabato sera Colpo d'occhio - L'apparenza inganna, insieme agli ospiti regolari Peter Andre e Jason Manford. Dal 2012 conduce i Crime Thriller Awards, trasmessi su ITV3.
A partire dal 2013, ha presentato il programma di intrattenimento di ITV Just 1 Thing.
Nel 2017 giunge la notizia del suo ingaggio nella longeva serie di fantascienza Doctor Who nel ruolo di Graham, primo companion del Tredicesimo Dottore.

## Vita privata
Figli di Margaret O'Connell e Daniel Terence "Danny" Walsh (8 agosto 1934 – 12 novembre 1993), Bradley e la sorella Kerri hanno origini irlandesi.
Nel 1997 l'attore sposò la coreografa Donna Derby, con la quale ha avuto un figlio, Barney, nel 1997. I tre vivono a Epping, nell'Essex, sebbene Bradley abbia anche una figlia nata nel 1982 da una precedente relazione.
Durante un'apparizione nel varietà That's What I Call Television, condotto da Fern Britton, dichiarò essere un fan della squadra dell'Arsenal. Nella prima metà del 2010 concluse un tour di stand-up comedy nel Regno Unito. Il 22 ottobre dello stesso anno si è presentato al funerale del collega attore e comico Sir Norman Wisdom. Tra il dicembre 2010 e il gennaio 2011, partecipò alla pantomima natalizia al teatro Cliffs Pavilion di Southend-on-Sea, Peter Pan. A giugno 2011 pubblicò una serie di libri intitolata My Dream Cup Final With..., di cui era coautore, che parla di storie di calcio personali. A gennaio dell'anno successivo prese ad un evento pubblico di beneficenza, percorrendo in bicicletta un percorso da Nord-Passo di Calais al Portogallo con lo scopo di raccogliere fondi per l'associazione SANE.
In un episodio di The Chase, il conduttore rivelò di essere stato membro dei boy scout e dell'Esercito della Salvezza.
Walsh è un sostenitore dell'organizzazione britannica di beneficenza "Make-A-Wish".

## Filmografia

### Cinema
- Mike Bassett: England Manager, regia di Steve Barron (2001)
- The Glow, regia di Marcus Dillistone - cortometraggio (2001)
- Chacun son cinéma - A ciascuno il suo cinema (Chacun son cinéma ou Ce petit coup au coeur quand la lumière s'éteint et que le film commence), regia collettiva (2007)
- The Lights, regia di Lucy Barrick e Kieran Grant - cortometraggio (2016)
- Mike Bassett: Interim Manager, regia di Steve Barron (2016)

### Televisione
| Anno          | Titolo                               | Ruolo                             |
| ------------- | ------------------------------------ | --------------------------------- |
| 1995          | Midas Touch                          | Se stesso                         |
| 1997          | Wheel of Fortune                     | Se stesso                         |
| 2000          | Lock, Stock...                       | Larry Harmless                    |
| 2000          | The Thing About Vince                | Perry                             |
| 2001          | Hotel                                | Henry                             |
| 2002–2003     | Night and Day                        | Eddie "Woody" Dexter              |
| 2003          | Reps                                 | Terry Arnold                      |
| 2003          | M.I.T.: Murder Investigation Team    | Phil Seagrove                     |
| 2004          | The Basil Brush Show                 | Mr. Savage                        |
| 2004          | Murder City                          | Ken Hill                          |
| 2004–2006     | Coronation Street                    | Danny Baldwin                     |
| 2007          | Torn                                 | Steven Taylor                     |
| 2007          | La bottega dell'antiquario           | Mr. Liggers                       |
| 2008          | Le avventure di Sarah Jane           | Odd Bob Elijah Spellman Pifferaio |
| 2009–attuale  | The Chase                            | Conduttore                        |
| 2009–present  | Law & Order: UK                      | Sergente Ronnie Brooks            |
| 2010–2011     | Colpo d'occhio - L'apparenza inganna | Conduttore                        |
| 2012–attuale  | The Crime Thriller Awards            | Conduttore                        |
| 2013          | Crime Thriller Club                  | Conduttore                        |
| 2014–attuale  | Just 1 Thing                         | Conduttore                        |
| 2015–in corso | SunTrap                              | Brutus                            |
| 2018-in corso | Doctor Who                           | Graham                            |

- Il calendario di Natale (The Holiday Calendar) (2018)

### Regista
- Love on Ice – film TV (2017)
- Love Colors - film TV (2021)